# وليام ف. سبانوس
كان ويليام فايوس سبانوس (31 ديسمبر 1924 - 29 ديسمبر 2017) ناقد أدبي لكتابات وأدبيات هايدغر. كان سبانوس أستاذًا متميزًا في الإنجليزية والأدب المقارن في جامعة بينغامتون والواقعة في بينغامتون، نيويورك. كان مؤسس ورئيس تحرير المجلة النقدية 2. يعتمد عمله بشكل كبير على الإرث الفلسفي لمارتن هايدجر، وبينما يظهر تأثير التفكيك من جاك دريدا وبول دي مان، تظل مفردات ومفاهيم سبانوس أقرب إلى دمار هايدجر («تدمير») الميتافيزيقيا من خلفائها الفلسفيين.
أكمل الدكتوراه في جامعة ويسكونسن ماديسون عام 1964.
يأخذ سبانوس نهج الغرب في مسائل مابعد الحداثة مثل العولمة، والاستعمار، ومواضيع الدول المتدخلة بشكل عام. يتحدث عن عقلية المشكلة والحل التي كانت أمريكا فيها خلال حرب فيتنام، وكيف أن السياسة الخارجية كلها الآن لا تزال عالقة في هذا الإطار.تأثرت أعمال سبانوس بفلاسفة مثل هايدغر ونيتشه وفوكو
ولد سبانوس في نيوبورت، نيو هامبشاير، ويعد ابن لمهاجريْن يونانييْن. كان أحد قدامى المحاربين في الحرب العالمية الثانية، وتم أسره خلال معركة الثغرة وأخذ أسير حرب إلى درسدن بألمانيا. نجا سبانوس من قصف الحلفاء للمدينة. لقد كانت تجربة فريدة لم يروها إلا بعد خمسين عامًا في كتاب سيرته الذاتية، «في حي الصفر» (In the Neighborhood of Zero).

## أعمال مختارة

### كتب
كتاب محمول عن الوجودية
- Repetitions: the Postmodern Occasion in Literature and Culture, Baton Rouge: Louisiana State University Press, 1987
- The End of Education: Toward Posthumanism, Minneapolis: University of Minnesota Press, 1993
- Heidegger and Criticism: Retrieving the Cultural Politics of Destruction, Minneapolis: University of Minnesota Press, 1993
- The Errant Art of Moby-Dick: The Cold War, the Canon, and the Struggle for American Literary Studies, Durham, NC: جامعة ديوك Press, 1995
- America's Shadow: An Anatomy of Empire, University of Minnesota Press, 1999
- The Legacy of Edward W. Said, University of Illinois Press, 2009
- In the Neighborhood of Zero, University of Nebraska Press, 2010

### أوراق
- Heidegger's Parmenides: Greek Modernity and the Classical Legacy, in Modern Greek Studies
- Heidegger, Nazism, and the Repressive Hypothesis: The American Appropriation of the Question, in boundary 2, vol. 17, 1990
- Althusser's 'Problematic' in the Context of the Vietnam War: Towards a Spectral Politics, in Rethinking Marxism, vol. 10, no. 3, 1998
- Rethinking the Postmodernity of the Discourse of Postmodernism, in International Postmodernism: Theory and Literary Practice ed. Hans Bertens and Douwwe Fokkema (Amsterdam: John Benjamin, 1997)